# Septembre 1899

## Événements
- Cuba : grève générale à La Havane.
- Allemagne : au congrès de la social-démocratie à Hanovre, Rosa Luxemburg critique le réformisme de Bernstein, tel qu’il est exposé dans Socialisme théorique et social-démocratie pratique.

- 1er septembre : course automobile Paris-Ostende. Léonce Girardot s’impose sur une Panhard.

- 6 septembre : Washington propose une politique de « porte ouverte » à l’égard de la Chine. John Hay définit le droit pour le ressortissant de n’importe quelle puissance de voyager, de commercer sans la moindre discrimination à l’intérieur des zones d’influence des autres. Cette position est finalement adoptée par toutes les grandes puissances occidentales.

- 8 septembre : Eduardo López de Romaña arrive au pouvoir au Pérou (fin en 1903).

- 9 septembre, France : second procès Dreyfus : il est à nouveau condamné, cette fois à dix ans de réclusion.

- 10 septembre : course automobile italienne de Brescia Sprint (6 km). Toussaint s’impose sur une Mors.

- 11 septembre :
  - prise de Tibati. Conquête de l’Adamaoua (Cameroun) par les Allemands.
  - Course automobile italienne de Brescia-Mantoue-Brescia (223 km). Giuseppe Alberti s’impose sur une Mors.

- 17 septembre : course automobile Paris-Boulogne-sur-Mer (232 km). Léonce Girardot s’impose sur une Panhard.

- 19 septembre, France : Loubet gracie Dreyfus, le même jour meurt Auguste Scheurer-Kestner.

- 20 septembre : course automobile italienne entre Bergame, Crema et Bergame (92 km). Camillo Martinoni s’impose sur une Prinetti-Stucchi.

## Naissances
- 1er septembre : Andreï Platonov, écrivain russe († 5 janvier 1951).
- 7 septembre : Emilio de la Forest de Divonne, aristocrate italien, président de la Juventus de 1936 à 1941. († 25 juillet 1961).
- 9 septembre : Brassaï (Gyula Halasz), photographe hongrois († 8 juillet 1984).
- 10 septembre : Joseph Rey, résistant et homme politique français, militant actif de la construction européenne et un des artisans de la réconciliation franco-allemande († 26 juillet 1990).
- 11 septembre : Qian Songyan, peintre († 4 septembre 1985).
- 18 septembre : Carlos Botelho, peintre, illustrateur et caricaturiste portugais († 18 août 1982).
- 25 septembre : 
  - Archimède Rosa (mort le 28 octobre 1953), pilote automobile italien
  - Cho Bong-am (mort le 31 juillet 1959), homme politique sud-coréen
  - Félicien Cozzano (mort le 10 septembre 1953), personnalité politique française
  - James Charles Castle (mort le 26 octobre 1977), artiste américain
  - Jean Clément (mort le 13 février 1933), joueur français de rugby à XV
  - Raymond Valabrègue (mort le 18 avril 1966), personnalité politique française
  - Ricardo Lamote de Grignon i Ribas (mort le 5 février 1962), compositeur espagnol

## Décès
- 13 septembre : « Pepete » (José Rodríguez Davie), matador espagnol (° 14 mai 1867).
- 25 septembre : Francisque Bouillier (né le 12 juillet 1813), philosophe français